# Cloud Nine (Kygo)
Cloud Nine è il primo album in studio del DJ e produttore norvegese Kygo, pubblicato il 13 maggio 2016.

## Tracce
1. Intro – 2:08 (Kyrre Gørvell-Dahll)
2. Stole the Show (feat. Parson James) – 3:42 (Gørvell-Dahll, Kyle Kelso, Michael Harwood, Marli Harwood, Ashton Parson)
3. Fiction (feat. Tom Odell) – 4:03 (Gørvell-Dahll, Tom Odell, Björn Yttling)
4. Raging (feat. Kodaline) – 3:44 (Gørvell-Dahll, Mark Williams, Derek Fuhrmann, James Bay)
5. Firestone (feat. Conrad Sewell) – 4:33 (Gørvell-Dahll, Conrad Sewell, Martijn Konignenburg)
6. Happy Birthday (feat. John Legend) – 4:10 (Gørvell-Dahll, John Legend)
7. I'm in Love (feat. James Vincent McMorrow) – 3:32 (Gørvell-Dahll, James Vincent McMorrow)
8. Oasis (feat. Foxes) – 3:57 (Gørvell-Dahll, Louisa Rose Allen, Kevin Rudolf, Sia Furler, Ivan Corraliza)
9. Not Alone (feat. Rhodes) – 3:25 (Gørvell-Dahll, David Rhodes, Natalie Salter)
10. Serious (feat. Matt Corby) – 3:54 (Gørvell-Dahll, Matt Corby)
11. Stay (feat. Maty Noyes) – 3:59 (Gørvell-Dahll, Maty Noyes, William Wiik Larsen)
12. Nothing Left (feat. Will Heard) – 3:56 (Gørvell-Dahll, Will Heard)
13. Fragile (feat. Labrinth) – 3:50 (Gørvell-Dahll, Jimmy Messer, Timothy McKenzie)
14. Carry Me (feat. Julia Michaels) – 3:53 (Gørvell-Dahll, Julia Michaels, Justin Tranter)
15. For What It's Worth (feat. Angus & Julia Stone) – 3:03 (Gørvell-Dahll, Angus & Julia Stone)